# Bitfehler
Als Bitfehler (auch Bitkipper genannt) wird ein Fehler in einem einzelnen Bit bezeichnet. Statt des richtigen Wertes „1“ hat dieses Bit dann den falschen Wert „0“ oder umgekehrt. Man bezeichnet dieses Bit dann als gekippt. Bitfehler können bei einer digitalen Datenübertragung oder in einem Datenspeicher auftreten.

## Bei digitaler Datenübertragung
Bei digitalen Datenübertragungen liegt dann ein Bitfehler vor, wenn der Wert eines empfangenen Bits nicht dem Wert des gesendeten Bits entspricht. Bitfehler können durch einen gestörten, z. B. zu stark verrauschten, Übertragungskanal entstehen.

## Bei Datenspeichern
Bei Datenspeichern liegt dann ein Bitfehler vor, wenn der in einer Speicherzelle vorhandene Wert nicht dem ursprünglich zu speichernden Wert entspricht. Bitfehler in Datenspeichern können durch dauerhafte oder durch flüchtige Fehler entstehen. Dauerhafte Fehler entstehen durch schadhafte Speicherbausteine oder deren Ansteuerschaltungen. Flüchtige Fehler treten zufällig durch äußere Einflüsse, z. B. Störimpulse, auf.

## Fehlererkennung und -korrektur
Ein einzelner Bitfehler kann in einer Bitfolge mit einem Paritätsbit erkannt, jedoch nicht korrigiert werden.
Ein System kann dahingehend gesichert sein, eine bestimmte maximale Anzahl n Bitfehler pro bestimmter Datenmenge erkennen zu können (zum Beispiel maximal 2 Bitfehler pro 32-Bit-Datenwort bei ECC-Speicher). Im Allgemeinen ist es dann möglich, dass es bis zu (n − 1) Bitfehler automatisch korrigieren kann – die Bitfehler sind dann folgenlos.
Bei n Bitfehlern ist keine Korrektur möglich; die Information ist (an dieser Stelle) verloren – es wird aber bemerkt. Komplexere Verfahren können nun versuchen, die Information wieder zu erlangen; beispielsweise können sie den Sender bitten, die Information erneut zu senden.
Bei > n Bitfehlern können sich Bitkombinationen ergeben, die das System fälschlich als korrekt bewertet, ebenso wie Kombinationen, die zwar als fehlerhaft erkannt werden, jedoch in ein anderes (falsches) Bitmuster „automatisch korrigiert“ werden, das nicht dem ursprünglichen entspricht.
Zur Fehlererkennung und Fehlerkorrektur gibt es aufwändige Verfahren mit fehlerkorrigierenden Codes.

## Auswirkungen
Bitfehler, die nicht (automatisch) korrigiert oder bemerkt werden konnten:
- Sie können folgenlos bleiben, wenn sie in „Leer-Bereichen“ eines Datenträgers auftreten, oder in wenig relevanten oder stark redundanten Daten. (Ein kurzes Knacken in einem Telefonat wird „einfach überhört“, ein falschfarbiger Pixel in einer Fotografie „einfach übersehen“, ein falscher Buchstabe in einem Text ist ebenfalls meist unkritisch.) Daher besitzen viele datenverarbeitende Geräte keine Bitfehlererkennung (z. B. Grafikkarten, Soundkarten, Spielkonsolen).
- Bitfehler können wichtige Daten verändern und (Computer-)Systeme in unvorhergesehene Zustände bringen. Wird dies bemerkt, so kann das System auf höherer Verarbeitungsebene (oder der Benutzer selbst) die Information erneut berechnen, neu anfordern oder anderweitig reagieren. Wird die Daten-/Programmveränderung nicht bemerkt, so kann das zu falschen (Rechen-)Ergebnissen und im Anschluss zu falschen Entscheidungen führen. Für Arbeitsplatz-Computer in Unternehmen, Verwaltung und Forschung ist daher meist ein Mindest-Schutzniveau gegen Bitfehler vorgeschrieben.